# Фед куп 2009 — Евроафричка зона
Евро/Афричка зона је једна од три зоне регионалног такмичења у Фед купу 2009.

## Прва група
Такмичење се одржало у Корал тенис клубу у Талину, Естонија од 4 до 7. фебруара. Играло се у дворани на тренима са тврдом подлогом.
Ових 15 репрезентација су подељене у четири групе три са четири екипе и једна са три. У групи се играло по једноструком лига систему, свако са сваким по један меч. Победници група пласирају се у мини плеј оф, а екипе победнице ће у априлу месецу играти у плеј офу Светске групе II.
- Аустрија
- Белорусија
- Босна и Херцеговина
- Бугарска
- Хрватска
- Данска
- Естонија
- Уједињено Краљевство
- Мађарска
- Луксембург
- Холандија
- Пољска
- Португалија
- Румунија
- Словенија
- Шведска

### Резултати и табеле
|    | Група А              | Уједињено Краљевство | Мађарска | Холандија | Луксембург |
| 1. | Уједињено Краљевство | ХХХ                  | 3-0      | 3-0       | 3-0        |
| 2. | Мађарска             | 0-3                  | ХХХ      | 2-1       | 2:1        |
| 3. | Холандија            | 0-3                  | 1-2      | ХХХ       | 3-0        |
| 4. | Луксембург           | 0-3                  | 1-2      | 0-3       | ХХХ        |

|    | Група Б             | Пољска | Шведска | Румунија | Босна и Херцеговина |
| 1. | Пољска              | ХХХ    | 3-0     | 2-1      | 2-1                 |
| 2. | Шведска             | 0-3    | ХХХ     | 3-0      | 3-0                 |
| 3. | Румунија            | 1-2    | 0-3     | ХХХ      | 3-0                 |
| 4. | Босна и Херцеговина | 1-2    | 0-3     | 0-3      | ХХХ                 |

|    | Група Ц    | Белорусија | Данска | Словенија | Аустрија |
| 1. | Белорусија | ХХХ        | 2-1    | 3-0       | 3-0      |
| 2. | Данска     | 1-2        | ХХХ    | 2-1       | 2-1      |
| 3. | Словенија  | 0-3        | 1-2    | ХХХ       | 2-1      |
| 4. | Аустрија   | 0-3        | 1-2    | 1-2       | ХХХ      |

|    | Група Д  | Естонија | Хрватска | Бугарска |
| 1. | Естонија | ХХХ      | 2-1      | 3-0      |
| 2. | Хрватска | 1-2      | ХХХ      | 2-1      |
| 3. | Бугарска | 0-3      | 1-2      | ХХХ      |